# Ivo Flögel
Ivo Flögel, hrvaški glasbenik in skladatelj, * 9. marec 1890, Zagreb, † 8. junij 1971, Buenos Aires.

## Življenjepis
Diplomiral je na trgovski akademiji v Zagrebu. Klavir, orgle, violino in kompozicijo je zasebno študiral pri Franju Duganu. Kot zastopnik podjetij Förster, Lauberger & Gloss, Ibach in Pleyel je leta 1926 v Zagrebu ustanovil trgovsko podjetje »Dvorana glasovira«. Ukvarjal se je s prodajo glasbenih inštrumentov, notnih publikacij ter izposojo pianinov in koncertnih klavirjev. Izdajal je tudi gramofonske plošče zabavne glasbe.
Bil je član glasbene zadruge »Sklad«. V njihovi založbi so izšle njegove Medžimurske pesmi (1–2; Zagreb, 1941–1943). Ustvarjal je komorna dela in pesmi. Po razpadu NDH je odšel v Argentino, kjer je delal v Buenos Airesu kot računovodja. V glasbenem življenju argentinskih Hrvatov je sodeloval kot zborovodja, violinist in skladatelj.
Njegove skladbe so bile leta 1991 v Zagrebu posnete na ploščo in kaseto Međimurske popijevke.